# 2014年广东登革热疫情
2014年广东登革热疫情爆发于2014年6月，起于中华人民共和国广州市。随后，登革热疫情蔓延至广东各地，其中广州为重灾区，全市共37354例病例。疫情一度蔓延至台湾。

## 疫情发展

### 广东全省
2014年6月，自出现广州市首例登革热以来，广州市第八人民医院共收治病例536例，门诊快速排查5000多例次。
7月，全省共通报130例登革热，其中广州占108例，无死亡病例。7月10日，广州市越秀区东山街道报告57宗发病病例。仅相隔十日，南沙区大岗镇在7月21日就出现51例。
8月3日-13日，广州又有19条街道出现本地登革热病例，其中越秀区病例占全市总数过半。截至8月13日，广州市今年累计报告400例登革热病例，包括250例本地确诊病例、129例疑似病例、21例输入性病例，其中越秀191例，南沙97例，白云48例，海珠33例，荔湾18例，天河、番禺各有6例，全广州共有52个街道报告登革热病例，未有危重及死亡病例。
9月，广州市本地感染登革热的病例数以“爆发”式增长，全市每个区（县市）都已出现登革热病例。9月4日，广东省疾控中心通报广州登革热病例为1021例。广州市第八人民医院收治、排查的病例多数为可确诊的轻症，病例数超过5000，危重病例陆续出现。其中一名43岁严重肝损害女性患者虽脱离呼吸机，但至今仍未脱离生命危险，但截至9月17日，广州登革热病例就已多达数千例，而且陆续出现危重病例。9月19日零时，全省共报告4800例登革热病例，广州仍维持多区域持续多发病状态，佛山、中山、江门、珠海等出现点状聚集性病例疫情，有两名长者或因感染登革热死亡。9月21日，报告病例超过6000。广州市卫生局22日起公布各区蚊媒密度情况，提示区域疫情风险。截至9月22日零时，全省共报告6089例登革热病例，其中广州市有5190例（含2例死亡病例），佛山市有622例，短短三天内新增了1289例。其中广州、佛山、中山、江门为疫情高风险地区，广州有12区出现疫情。9月23日，南沙区疫情控制初步明显，疫情增长趋缓。截至9月24日零时，全省共报告7497例登革热病例。累计病例数较去年同期上升1263.09%。其中本地病例7465例，境外感染输入病例32例。病例分布以广州和佛山最多，广州6361例、佛山789例。累计报告死亡病例3例，其中广州2例，佛山1例，当日新增确诊病例791例。截至9月25日零时，全省共有18个地级以上市报告登革热临床诊断和实验室确诊病例8273例，累计病例数较去年同期上升1341.29%。
国庆节当天，广东省报告新增登革热临床诊断和实验室确诊病例就达1189例。其中广州报告病例达13898例，3例死亡，其次是佛山的1567例，1例死亡，江门紧排其后为254例。截至10月2日零时，全省共有19个地市报告登革热临床诊断和实验室确诊病例16375例，较去年同期相比上升2002.05%，该省报告的死亡病例已达4例。截至10月3日，全省共有19个地市报告登革热临床诊断和实验室确诊病例17684例，较去年同期相比上升2077.83%。其中广州14941例、佛山1700例、中山270例、江门258例、珠海145例、东莞84例、深圳60例、阳江56例、肇庆41例、清远34例、汕头33例、湛江20例、茂名17例、潮州9例、云浮5例、揭阳5例、河源3例、汕尾2例、惠州1例。累计报告死亡病例4例，其中广州3例，佛山1例。

### 蔓延台湾
2014年8月16日，台湾出现首例登革热死亡病例。死者是发生高雄市苓雅区76岁女性，有高血压、糖尿病等慢性病史，8月9日出现发烧、肌肉酸痛、呕吐等，12日住院因有血小板下降、血压降低及消化道出血等症状，15日由医院通报为疑似登革出血热，虽持续抢救，16日因出血性登革热并发多重器官衰竭病逝，为高雄市，也是台湾今年首例。
2014年9月29日，高雄市卫生局统计高雄市计有2976例本土登革热病例，含38例登革出血热，其中29例康复、3例住院、6例死亡。38例患者中有81.6%是为中高年龄层，苓雅区9例、三民区9例、前镇区6例、凤山区5例、小港区4例、其他区5例。上周再增10例本土登革出血热，其中住在三民区的59岁妇人死亡，累积全市因出血登革热死亡病例共6人。

## 防疫措施

### 中国大陆
- 8月15日，广州市进行统一灭蚊行动。

（但是灭蚊行动遭到不理解：如，越秀区疾控的大型消杀车在梅花街共和苑小区灭蚊时，被居民从2楼扔砖块砸车；一名居委干部到居民家院落清理积水时，被1名老人拿着砖头往背上拍。
还有人认为灭蚊之后满地是蟑螂，因此对政府不满。）
- 广东省政府应急办、疾控中心不定期向民众发送手机短信，提醒市民做好防蚊灭蚊工作、有病症及时就医。

### 香港
- 9月26日，香港卫生防护中心总监梁挺雄强调登革热不会人传人，呼吁市民做好防蚊控蚊工作，定期清理积水，郊游时穿着长袖衣服，扫墓时避免花瓶化宝盆留有积水[18]。

### 中華民國
- 8月20日，中华民国卫生福利部疾管署副署長周志浩表示，往年登革熱疫情至少要到11月後才會趨緩，現因氣爆災情導致疫情加劇，行政院將撥款3000萬元給高雄市，做為防治登革熱的經費[19]。

- 9月12日上午，高雄市苓雅区举行防控登革热誓师活动动员市区11个清洁区队及凤山、鸟松区队共400多人、100多位环保志工、20多位当地里长沿街稽查打扫，查到积水容器、脏乱源便直接开罚，藉此促使民众自主管理环境卫生[20]。